# Mustapha Hadji
Moustapha Hadji (arabsko مصطفى حاجي), maroški nogometaš in trener, * 16. november 1971, Ifrane, Maroko.
Za maroško nogometno reprezentanco je odigral 63 tekem in dosegel 13 golov.
Tudi njegov brat, Youssouf Hadji, je profesionalni nogometaš.